# Andrew Schulz

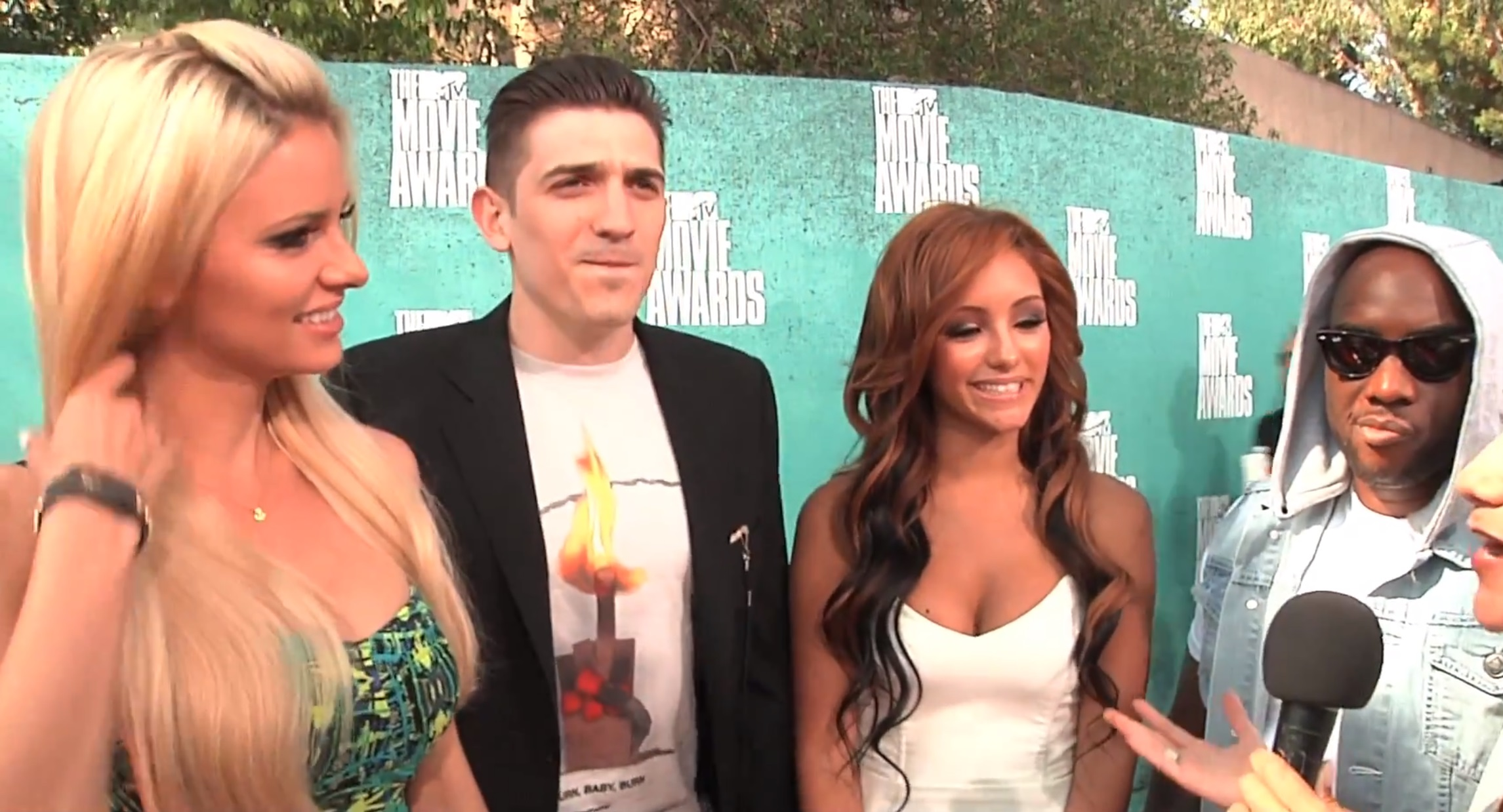
Schulz vid 2012 års MTV Movie Awards tillsammans med April Rose, Melanie Iglesias och Charlamagne tha God (Lenard McKelvey).

Andrew Cameron Schulz, född 30 oktober 1983 i New York, är en amerikansk komiker, skådespelare och podcast-värd, bland annat känd från MTV 2:s program Guy Code samt från podcast-programmen The Brilliant Idiots och Flagrant 2.